# 川圹省
川壙省（羅馬化：Khoeng Xiangkhouang），是老挝東北部的一个省，東鄰越南。首府豐沙灣。下分8縣。這裡是古代川壙王國的中心地域。

## 行政区划
- 丰沙湾县（ໂພນສະຫວັນ），又名贝县（ເມືອງແປກ）
- 孟坎县（ເມືອງຄຳ），川圹古城
- 农黑县（ເມືອງໜອງແຮດ）
- 孟昆县（ເມືອງຄູນ）
- 莫迈县（孟木县，ເມືອງໝອກໃໝ່）
- 普谷县（ເມືອງພູກູດ）
- 帕赛县（ເມືອງຜາໄຊ）